# Хайме Гарсія Аньоверос
Хайме Хуліан Гарсія Аньоверос (ісп. Jaime Julián García Añoveros; 24 січня 1932 Теруель — 15 березня 2000, Севілья) — іспанський економіст і державний діяч, міністр фінансів Іспанії (1979—1982).

## Біографія
Закінчив юридичний факультет Університету Валенсії, в 1956 році захистив докторську дисертацію в Королівському коледжі Сан-Клементе. Був доцентом і ад'юнктом в галузі суспільних фінансів на юридичний факультет в Мадриді. Від 1961 року до своєї смерті був професором в університеті Севільї, спочатку в сфері політичної економії і державних фінансів, а від 1971 року — в галузі податкового права.
У 1977—1982 роках був депутатом парламенту від Союзу демократичного центру (UCD). У 1979—1982 рр. — міністр фінансів Іспанії. На цій посаді грав провідну роль в розробці і реалізація податкової реформи і модернізації податкової системи (зокрема, введення податку на багатство в 1977 р, податкове законодавство з доходів фізичних осіб (ПДФО) і податку на прибуток в 1978 р) і в питаннях регулювання фінансування автономій.
Також обіймав посади радника уряду Перу щодо податкової реформи (1964—1965), директора Інституту регіонального розвитку Університету Севільї (1972), директора науково-дослідного департаменту Банку Уркіхо в Севільї.